# Sonnenglanz
Leucocoryne ist eine Pflanzengattung innerhalb der Familie der Narzissengewächse (Amaryllidaceae). Ein englischer Trivialname ist seit den 1920ern auch "Glory of the Sun" (und daraus eine bisher lediglich von Zierpflanzenanbietern verwendete Direktübersetzung Sonnenglanz). Die etwa 48 Arten kommen nur in Chile vor.

## Beschreibung

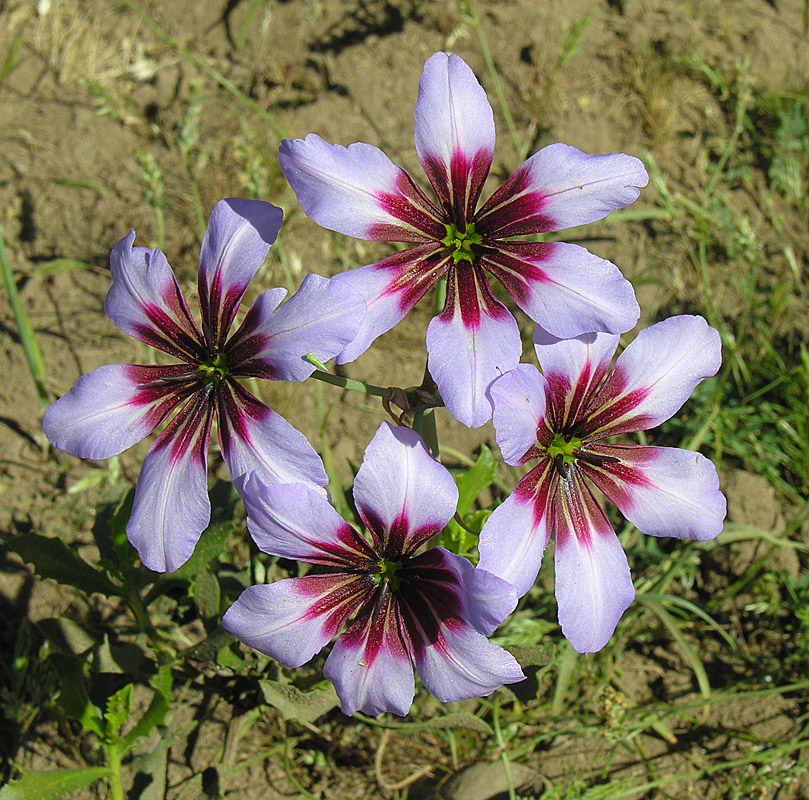
Blütenstand mit Blüten im Detail von Leucocoryne purpurea

Die Leucocoryne-Arten wachsen als ausdauernde krautige Pflanzen. Sie bilden Zwiebeln als Überdauerungsorgane.
Die angenehm riechenden Blüten können weiß, blau oder lilafarben sein und stehen in Dolden. Sie besitzen drei hornartige, sterile Staubblätter (Staminodien). Die Blüten erscheinen jeweils im späten Frühling und sterben im Sommer ab. Bereits bei sehr geringem Gewicht (ab 0.1 g bei Leucocoryne coquimbensis) können die Zwiebeln Blüten ausbilden, die über einen Monat bestehen bleiben.
Erst im Spätherbst erscheinen dann die typisch langen und schmalen Laubblätter. Diese riechen wie die unterirdische Knolle nach Zwiebeln.

## Vorkommen
Die Gattung Leucocoryne kommt nur in Chile vor.
Viele Arten wachsen in der Atacama-Region im nördlichen Chile, wo sie eine Höhenverbreitung von Meereshöhe bis zu 1000 Metern über Meer aufweisen. Spezialisten wie Leucocoryne appendiculata oder Leucocoryne coronata können jahrelange Trockenphasen unterirdisch überdauern und beim Auftreten von ungewöhnlich starkem Regen zeitgleich austreiben und blühen. Zusammen mit hunderten weiteren Pflanzenarten kommt es dadurch zum Phänomen der Blühenden Atacamawüste.

## Systematik
Die Gattung Leucocoryne wurde 1830 in Edwards’s Botanical Register durch John Lindley aufgestellt. Typusart ist Leucocoryne odorata Lindl.  Synonyme für Leucocoryne Lindl. sind: Antheroceras Bertero, Chrysocoryne Zoellner nom. illeg., Erinna Phil., Pabellonia Quezada & Martic., Stemmatium Phil., Stephanolirion Baker. Der Gattungsname Leucocoryne ist von den altgriechischen Wörtern leucós λευκός für weiß und coryne κορύνη für Keule abgeleitet.
Es gibt etwa 48 Arten:
- Leucocoryne alliacea Lindl.[4]
- Leucocoryne angosturae Ravenna[4]
- Leucocoryne angustipetala Gay[4]
- Leucocoryne appendiculata Phil.[4]
- Leucocoryne arrayanensis Ravenna[4]
- Leucocoryne candida Ravenna[4]
- Leucocoryne codehuensis Ravenna[4]
- Leucocoryne conconensis Ravenna[4]
- Leucocoryne coquimbensis F.Phil. ex Phil.[4]
- Leucocoryne coronata Ravenna[4]
- Leucocoryne curacavina Ravenna[4]
- Leucocoryne dimorphopetala (Gay) Ravenna[4]
- Leucocoryne editiana Ravenna[4]
- Leucocoryne foetida Phil.[4]
- Leucocoryne fragrantissima Ravenna[4]
- Leucocoryne fuscostriata Ravenna[4]
- Leucocoryne gilliesioides (Phil.) Ravenna[4]
- Leucocoryne inclinata Ravenna[4]
- Leucocoryne incrassata Phil.[4]
- Leucocoryne ixioides (Sims) Lindl.[4]
- Leucocoryne leucogyna Ravenna[4]
- Leucocoryne lilacea Ravenna[4]
- Leucocoryne lituecensis Ravenna[4]
- Leucocoryne lurida Ravenna[4]
- Leucocoryne macropetala Phil.[4]
- Leucocoryne maulensis Ravenna[4]
- Leucocoryne modesta Ravenna[4]
- Leucocoryne mollensis Ravenna[4]
- Leucocoryne narcissoides Phil.[4]
- Leucocoryne odorata Lindl.[4]
- Leucocoryne pachystyla Ravenna[4]
- Leucocoryne pauciflora Phil.[4]
- Leucocoryne porphyrea Ravenna[4]
- Leucocoryne praealta Ravenna[4]
- Leucocoryne purpurea Gay[4]
- Leucocoryne quilimarina Ravenna[4]
- Leucocoryne reflexa Grau[4]
- Leucocoryne roblesiana Ravenna[4]
- Leucocoryne rungensis Ravenna[4]
- Leucocoryne simulans Ravenna[4]
- Leucocoryne subulata Ravenna[4]
- Leucocoryne taguataguensis Ravenna[4]
- Leucocoryne talinensis Mansur & Cisternas[4]
- Leucocoryne tricornis Ravenna[4]
- Leucocoryne ungulifera Ravenna[4]
- Leucocoryne valparadisea Ravenna[4]
- Leucocoryne violacescens Phil.[4]
- Leucocoryne vittata Ravenna[4]